# Präsidentschaftswahl in Kirgisistan 2011
Die Präsidentschaftswahlen in Kirgisistan 2011 fanden am 30. Oktober des Jahres statt. Es waren dies die ersten ordentlichen Wahlen seit dem Sturz des Präsidenten Kurmanbek Bakijew im April 2010 und den Pogromen in Südkirgisistan im Juni desselben Jahres. Mit der Wahl sollte die Übergangsregierung Kirgisistans abgelöst werden.

## Kandidaten
83 Kandidaten haben sich registrieren lassen. Die „Präsidentin der Übergangsperiode“, Rosa Otunbajewa, konnte sich nicht wiederwählen lassen.
Die größten Chancen wurden dem Regierungschef Almasbek Atambajew (Sozialdemokratische Partei Kirgisistans), dem Anführer der Partei Ata-Schurt Kamtschibek Taschijew und dem früheren Parlamentspräsident Adachan Madumarow von Butun Kirgisistan zugerechnet.

## Ergebnis
Almasbek Atambajew wurde im ersten Wahlgang mit 63,2 % der Stimmen gewählt.
| Kandidaten            | Parteien                                | Stimmen   | %    |
| --------------------- | --------------------------------------- | --------- | ---- |
| Almasbek Atambajew    | Sozialdemokratische Partei Kirgisistans | 1.161.929 | 63,8 |
| Adachan Madumarow     | Bütün Kirgisistan                       | 274.639   | 15,1 |
| Kamtschibek Taschijew | Ata-Schurt                              | 266.189   | 14,6 |
| Temirbek Asanbekow    | Meken Yntymagy                          | 17.232    | 0,9  |
| Omurbek Suvanaliev    | Parteilos                               | 16.143    | 0,9  |
| Kubatbek Baibolov     | Parteilos                               | 15.427    | 0,8  |
| Tursunbai Bakir uulu  | Erkin Kyrgyzstan                        | 15.195    | 0,8  |
| Anarbek Kalmatov      | Ar-Namys                                | 13.609    | 0,7  |
| Arstanbek Abdyldayev  | El Uchun                                | 8.770     | 0,5  |
| Marat Imankulov       | Parteilos                               | 5.578     | 0,3  |
| Kubanychbek Isabekov  | Parteilos                               | 3.239     | 0,2  |
| Kurmanbek Osmonov     | Parteilos                               | 2.452     | 0,1  |
| Akbaraly Aitikeev     | Parteilos                               | 2.081     | 0,1  |
| Torobaev Kolubaev     | Parteilos                               | 1.941     | 0,1  |
| Sooronbai Dyykanov    | Parteilos                               | 1.339     | 0,1  |
| Almazbek Karimov      | Parteilos                               | 1.305     | 0,1  |
| Gegen alle            | Gegen alle                              | 13.419    | 0,7  |
| Gesamt                | Gesamt                                  | 1.820.487 | 100  |
|                       |                                         |           |      |
| Ungültige Stimmen     | Ungültige Stimmen                       | 38.145    | 2,1  |
| Wähler                | Wähler                                  | 1.858.632 | 61,3 |
| Wahlberechtigte       | Wahlberechtigte                         | 3.032.666 |      |
|                       |                                         |           |      |
| Quelle: CEC           |                                         |           |      |

Internationale Beobachter – darunter die OSZE – lobten die Wahl als fair und frei. Die OSZE kritisierte gleichzeitig aber die „bedeutenden Unregelmäßigkeiten“ bei der Stimmenauszählung. Die unterlegenen Hauptkandidaten der Opposition, Madumarow und Taschijew, wollten den Sieg Atambajews deshalb nicht anerkennen.